# WTA Tour Championships 2011
El TEB BNP Paribas WTA Championships 2011, també anomenada Copa Masters femenina 2011, és l'esdeveniment que va reunir les vuit millors tennistes individuals i les quatre millors parelles femenines de la temporada 2011. Es tracta de la 41a edició en individual i la 36a en dobles. Es va disputar sobre pista dura entre el 24 i el 30 d'octubre de 2011 al Sinan Erdem Spor Salonu d'Istanbul, Turquia. Fou la primera edició del torneig que es va celebrar a Istanbul després de tres anys celebrant-se a Doha.
La txeca Petra Kvitová va guanyar el sisè títol de la temporada i el primer WTA Tour Championship en la seva primera participació. Amb els punts aconseguits va finalitzar l'any en la segona posició del rànquing mundial. Les estatunidenques Liezel Huber i Lisa Raymond van aconseguir la primera Copa Masters com a parella. Individualment era la tercera per Huber, aconseguides junt amb Cara Black els anys 2007 i 2008, i quarta per Raymond, guanyades l'any 2001 amb Rennae Stubbs i els anys 2005 i 2006 junt a Samantha Stosur. La parella formada per Kveta Peschke i Katarina Srebotnik van perdre la segona final consecutiva.

## Format
Les vuit tennistes classificades disputen una fase inicial en el format Round Robin en dos grups de quatre, anomenats grup blanc i grup vermell. Durant els primers quatre dies es disputen els partits d'aquests grups, de manera que cada tennista disputa tres partits contra la resta d'integrants del seu grup. Les dues millors tennistes de cada grup avancen a semifinals. Les vencedores de semifinals disputen la final i les dues perdedores disputen la final de consolació. El sistema de classificació del sistema Round Robin es determina mitjançant els següents criteris:
1. Nombre de victòries
2. Nombre de partits disputats
3. En empats de dues jugadores, el resultat directe
4. En empats de tres jugadores, percentatge de sets i després jocs
5. Decisió del comitè organitzatiu

En categoria de dobles, les quatre parelles classificades accedeixen directament a semifinals.

## Individuals

### Classificació

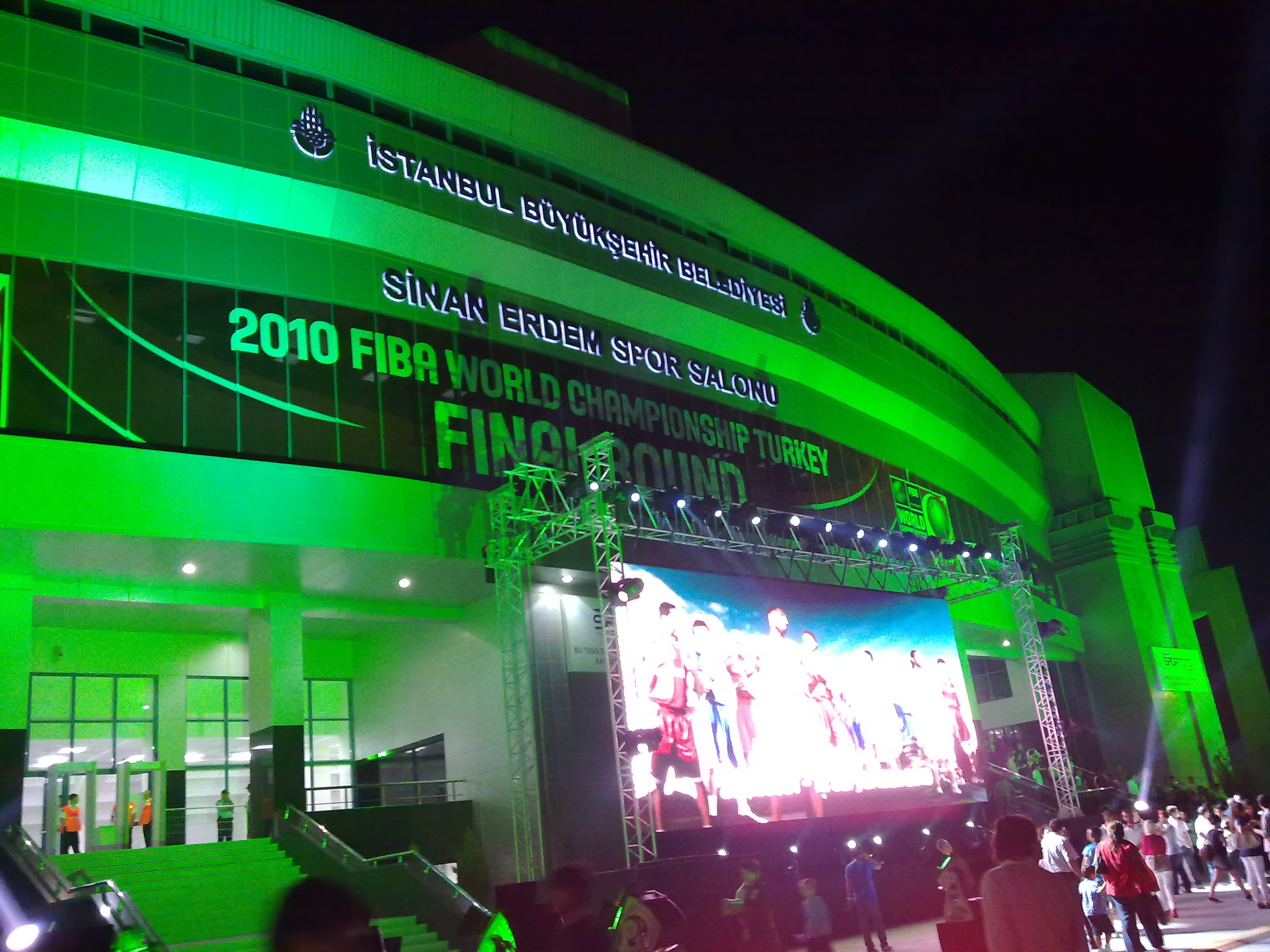
Cerimònia d'inauguració del FIBA World Championship 2010 al Sinan Erdem Dome.

| Rq | Jugadora            | Punts | T  | Data de classificació |
| -- | ------------------- | ----- | -- | --------------------- |
| 1  | Caroline Wozniacki  | 7.395 | 21 | 5 de setembre de 2011 |
| 2  | Maria Xaràpova      | 6.370 | 14 | 5 de setembre de 2011 |
| 3  | Petra Kvitová       | 5.970 | 18 | 1 d'octubre de 2011   |
| 4  | Viktória Azàrenka   | 5.750 | 20 | 1 d'octubre de 2011   |
| 5  | Li Na               | 5.351 | 17 | 5 d'octubre de 2011   |
| 6  | Vera Zvonariova     | 5.190 | 21 | 10 d'octubre de 2011  |
| 7  | Samantha Stosur     | 5.115 | 20 | 10 d'octubre de 2011  |
| 8  | Agnieszka Radwańska | 4.940 | 19 | 21 d'octubre de 2011  |
| S1 | Marion Bartoli      | 4.610 | 27 |                       |
| S2 | Andrea Petkovic     | 4.580 | 18 |                       |

### Fase grups

#### Grup vermell
| Pos. | Rq | Jugadora            | V | D | Sets  | Jocs    |
| ---- | -- | ------------------- | - | - | ----- | ------- |
| 1    | 3  | Petra Kvitová       | 3 | 0 | 6 – 0 | 37 – 21 |
| 2    | 6  | Vera Zvonariova     | 1 | 2 | 3 – 5 | 35 – 37 |
| 3    | 8  | Agnieszka Radwańska | 1 | 2 | 3 – 5 | 35 – 43 |
| 4    | 1  | Caroline Wozniacki  | 1 | 2 | 3 – 5 | 34 – 40 |

|   |                     | Caroline Wozniacki | Petra Kvitová | Vera Zvonariova | Agnieszka Radwańska |
| 1 | Caroline Wozniacki  |                    | 4−6, 2−6      | 2−6, 6−4, 3−6   | 5−7, 6−2, 6−4       |
| 3 | Petra Kvitová       | 6−4, 6−2           |               | 6−2, 6−4        | 7−6(4), 6−3         |
| 6 | Vera Zvonariova     | 6−2, 4−6, 6−3      | 2−6, 4−6      |                 | 6−1, 2−6, 5−7       |
| 8 | Agnieszka Radwańska | 7−5, 2−6, 4−6      | 6−7(4), 3−6   | 1−6, 6−2, 7−5   |                     |

#### Grup blanc
| Pos. | Rq | Jugadora          | V | D | Sets  | Jocs    |
| ---- | -- | ----------------- | - | - | ----- | ------- |
| 1    | 4  | Viktória Azàrenka | 2 | 1 | 5 – 2 | 39 – 25 |
| 2    | 7  | Samantha Stosur   | 2 | 1 | 4 – 2 | 29 – 19 |
| 3    | 5  | Li Na             | 1 | 2 | 2 – 4 | 18 – 34 |
| 4    | S1 | Marion Bartoli    | 1 | 0 | 2 – 1 | 17 – 15 |
| RET  | 2  | Maria Xaràpova    | 0 | 2 | 0 – 4 | 16 – 26 |

|      |                               | Maria Xaràpova Marion Bartoli | Viktória Azàrenka       | Li Na                  | Samantha Stosur     |
| 2 S1 | Maria Xaràpova Marion Bartoli |                               | 5−7, 6−4, 6−4 (Bartoli) | 6−7(4), 4−6 (Xaràpova) | 1−6, 5−7 (Xaràpova) |
| 4    | Viktória Azàrenka             | 7−5, 4−6, 4−6 (Bartoli)       |                         | 6−2, 6−2               | 6−2, 6−2            |
| 5    | Li Na                         | 7−6(4), 6−4 (Xaràpova)        | 2−6, 2−6                |                        | 6−1, 6−0            |
| 7    | Samantha Stosur               | 6−1, 7−5 (Xaràpova)           | 2−6, 2−6                | 6−0, 6−1               |                     |

- Marion Bartoli va substituir a Maria Xaràpova en el tercer partit a causa d'una lesió al turmell esquerre.

### Fase final
|  | Semifinals | Semifinals        | Semifinals        | Semifinals | Semifinals |   |                 | Final         | Final | Final | Final | Final |
|  |            |                   |                   |            |            |   |                 |               |       |       |       |       |
|  | 3          | Petra Kvitová     | 5                 | 6          | 6          |   |                 |               |       |       |       |       |
|  | 7          | Samantha Stosur   | 7                 | 3          | 3          |   |                 |               |       |       |       |       |
|  | 7          | Samantha Stosur   | 7                 | 3          | 3          |   | 3               | Petra Kvitová | 7     | 4     | 6     |       |
|  |            |                   |                   |            |            |   | 3               | Petra Kvitová | 7     | 4     | 6     |       |
|  |            | 4                 | Viktória Azàrenka | 5          | 6          | 3 |                 |               |       |       |       |       |
|  | 6          | 4                 | Viktória Azàrenka | 5          | 6          | 3 | Vera Zvonariova | 2             | 3     |       |       |       |
|  | 6          |                   |                   |            |            |   | Vera Zvonariova | 2             | 3     |       |       |       |
|  | 4          | Viktória Azàrenka | 6                 | 6          |            |   |                 |               |       |       |       |       |

## Dobles

### Classificació
| Rq | Jugadores                        | Punts | T  | Data de classificació |
| -- | -------------------------------- | ----- | -- | --------------------- |
| 1  | Kveta Peschke Katarina Srebotnik | 9.411 | 20 | 5 de setembre de 2011 |
| 2  | Liezel Huber Lisa Raymond        | 6.773 | 15 | 1 d'octubre de 2011   |
| 3  | Vania King Iaroslava Xvédova     | 6.200 | 12 | 16 d'octubre de 2011  |
| 4  | Gisela Dulko Flavia Pennetta     | 5.776 | 14 | 11 d'octubre de 2011  |

### Fase final
|  | Semifinals | Semifinals                       | Semifinals                | Semifinals | Semifinals |                              |                                  | Final | Final | Final | Final | Final |
|  |            |                                  |                           |            |            |                              |                                  |       |       |       |       |       |
|  | 1          | Kveta Peschke Katarina Srebotnik | 6                         | 6          |            |                              |                                  |       |       |       |       |       |
|  | 3          | Vania King Iaroslava Xvédova     | 3                         | 4          |            |                              |                                  |       |       |       |       |       |
|  | 3          | Vania King Iaroslava Xvédova     | 3                         | 4          |            | 1                            | Kveta Peschke Katarina Srebotnik | 4     | 4     |       |       |       |
|  |            |                                  |                           |            |            | 1                            | Kveta Peschke Katarina Srebotnik | 4     | 4     |       |       |       |
|  |            | 2                                | Liezel Huber Lisa Raymond | 6          | 6          |                              |                                  |       |       |       |       |       |
|  | 4          | 2                                | Liezel Huber Lisa Raymond | 6          | 6          | Gisela Dulko Flavia Pennetta | 6                                | 3     | [7]   |       |       |       |
|  | 4          |                                  |                           |            |            | Gisela Dulko Flavia Pennetta | 6                                | 3     | [7]   |       |       |       |
|  | 2          | Liezel Huber Lisa Raymond        | 4                         | 6          | [10]       |                              |                                  |       |       |       |       |       |

## Premis
| Ronda                     | Individual       | Dobles    | Punts    |
| ------------------------- | ---------------- | --------- | -------- |
| Campiona                  | RR + 1.100.000 $ | 375.000 $ | RR + 810 |
| Finalista                 | RR + 380.000 $   | 187.500 $ | RR + 360 |
| Round Robin (3 victòries) | 400.000 $        | 93.750 $  | 690      |
| Round Robin (2 victòries) | 300.000 $        | −         | 530      |
| Round Robin (1 victòria)  | 200.000 $        | −         | 370      |
| Round Robin (0 victòries) | 100.000 $        | −         | 210      |
| Suplents                  | 50.000 $         | −         |          |

- Els premis de dobles són per equip.